# Anne Emmanuelle Volterra
Anne Emmanuelle Volterra, née le 24 décembre 1980 à Fribourg en Suisse, est une poétesse et critique littéraire suisse.

## Biographie
Anne Emmanuelle Volterra est née le 24 décembre 1980 à Fribourg, en Suisse. Au rebours de la plupart des poètes qui ont fréquenté la faculté des Lettres ou des écoles d'art, elle a étudié le droit et travaille à Berne, capitale de la Confédération suisse, au Département fédéral des finances.
Depuis 2015, elle publie régulièrement des poèmes dans des revues littéraires : Poésie/Première, Diérèse, Décharge, La Gazette de la Lucarne, Place de la Sorbonne et La Revue de Belles-Lettres.
En 2017, La Revue de Belles-Lettres consacre un numéro entier à des « voix nouvelles » de la poésie contemporaine de langue française. Anne Emmanuelle Volterra y figure avec huit poèmes titrés « Histoire et tragédies », qui formeront l'une des cinq sections de son premier recueil.

## Œuvre

### Poésie
Son premier recueil, Scènes d'Hiroshima, paraît en 2018 aux éditions LansKine. Ce livre, « fait assez rare pour un poète d'origine suisse », explore la possibilité de faire de l'Histoire un objet poétique à travers la catastrophe d'Hiroshima. L'ouvrage reçoit le Prix Louise-Labé 2019, ex æquo avec Béatrice Marchal,.
En 2022, elle publie Fragments d'objets dans La Nouvelle Revue française.
En 2024, elle publie Objets : une chronique chez LansKine, roman sous forme de fragments explorant une histoire familiale d'inspiration autobiographique dans la Suisse du milieu du XXe siècle.

### Critique littéraire
Parallèlement à son activité poétique, Anne Emmanuelle Volterra développe une activité de critique littéraire. Elle est membre du comité de rédaction de la revue Place de la Sorbonne. Elle contribue notamment à l'ouvrage collectif La poésie mode d'emploi. Emmanuel Hocquard (Les Presses du réel, 2020) avec un chapitre intitulé « Emmanuel Hocquard, principes d'une anti-métaphysique ».
En 2018, elle publie dans Place de la Sorbonne un article consacré à la poète suisse Sylviane Dupuis, intitulé « Sylviane Dupuis, la folie humaniste ». Elle contribue également en 2024 à cette même revue avec un article intitulé « Échos » sur l'œuvre de Jean-Patrice Courtois.
Elle publie également des articles critiques dans la revue Diérèse et sur Cairn.

## Publications

### Recueils de poésie
- Scènes d'Hiroshima, Nantes, Éditions Lanskine, 2018, 65 p.  (ISBN 979-10-90491-69-4)
- Objets : une chronique, préface de Denis Labouret, Éditions Lanskine, 2024, 101 p.  (ISBN 9782359631401)

### Articles et contributions
- « Histoire et tragédies », huit poèmes, La Revue de Belles-Lettres, 2017
- « Sylviane Dupuis, la folie humaniste », Place de la Sorbonne, n° 8, Sorbonne Université, 2018
- « Emmanuel Hocquard, principes d'une anti-métaphysique », dans Nathalie Koble, Abigail Lang, Michel Murat, Jean-François Puff (dir.), Emmanuel Hocquard. La poésie mode d'emploi, Les Presses du réel, 2020
- « Fragments d'objets », La Nouvelle Revue française, Gallimard, 20 janvier 2022
- « Échos », Place de la Sorbonne, n° 13, Sorbonne Université, 2024

## Distinctions
- 2019 : Prix Louise-Labé pour Scènes d'Hiroshima (ex æquo avec Béatrice Marchal)
- 2019 : Prix Révélation de Poésie de la Société des gens de lettres pour Scènes d'Hiroshima[14]

## Réception critique
L'œuvre d'Anne Emmanuelle Volterra a fait l'objet d'analyses critiques. Sylviane Dupuis, poète et universitaire à l'université de Genève, souligne dans Poezibao l'originalité de son approche de l'Histoire en poésie, notamment sa réflexion sur l'impossibilité de représenter Hiroshima après Adorno. 
Angèle Paoli, critique et directrice de la revue Terres de femmes, analyse la tension entre mémoire et écriture dans l'œuvre de Volterra.
Denis Labouret, maître de conférences émérite à Sorbonne Université et spécialiste de littérature contemporaine, souligne dans sa préface à Objets : une chronique la dimension théorique de l'approche de Volterra, analysant comment l'autrice interroge « les modalités et les limites de la représentation » à travers une chronique familiale qui établit des liens avec la poésie objectiviste américaine et l'œuvre d'Emmanuel Hocquard.
Claudine Gaetzi, dans Vice Versa Littérature, analyse la complexité formelle d'Objets : une chronique, soulignant sa structure fragmentaire et sa dimension réflexive sur les questions de représentation artistique.